# Slush
Slush est l'unique album du groupe OP8, formé par Lisa Germano, Howe Gelb de Giant Sand, Joey Burns et John Convertino de Calexico. Il comprend des reprises de Sand de Nancy Sinatra et Lee Hazlewood, ainsi que de Round and Round de Neil Young. Le jazz influence fortement les sonorités des chansons, mais est contrebalancé par des détails sonores étranges, comme des bruits synthétiques.

## Listes des pistes
1. "Sand" (Lee Hazlewood) – 4:37
2. "Lost In Space" (Joey Burns) – 4:07
3. "If I Think Of Love" (Lisa Germano) – 3:15
4. "Leather" (Howe Gelb) – 6:04
5. "It's A Rainbow" (Germano) – 4:08
6. "OP8" (Gelb/Convertino/Burns) – 4:45
7. "Cracklin' Water" (Gelb) – 6:29
8. "Never See It Coming" (Burns/Gelb) – 4:05
9. "Tom, Dick & Harry" (Germano) – 4:20
10. "The Devil Loves L.A." (Gelb) – 4:01
11. "Round And Round" (Neil Young) – 6:21